# 労働条件
労働条件（ろうどうじょうけん）とは、労働者が契約を結んで使用者の下で働く際、労働者と使用者の間で取り決められた就労に関する条件である。
使用者は労働契約の締結に際し、労働者に対して賃金、労働時間その他の労働条件を明示しなければならない。うち絶対的明示事項については、書面の交付（労働条件通知書）によらなければならない。
なお求人においても労働条件の明示が必要とされるが、その明示は賃金については「見込額」でよい。採用面接時にその見込額をそのまま実際の初任給額とする旨の合意がなされたと認められる状況がなければ、見込額を初任給額とする雇用契約が成立したとはいえない。
- 本項で労働基準法について以下では条数のみを挙げる。

## 労働条件の内容と決定
日本国憲法第27条第2項では、「賃金、労働時間、休息その他の勤労条件に関する基準は、法律でこれを定める。」と規定している。具体的には、労働基準法（昭和22年4月7日法律第49号）のほか、最低賃金法（昭和34年4月15日法律第137号）・賃金の支払の確保等に関する法律（昭和51年5月27日法律第34号）・雇用の分野における男女の均等な機会及び待遇の確保等に関する法律（昭和47年7月1日法律第113号）などの法律が制定されている。なお、船員（船員法第1条に規定する船員）には労働基準法上の労働条件の規定は適用されず（第116条）、船員の労働条件については船員法によって定めている。
日本国憲法第25条第1項は「すべて国民は、健康で文化的な最低限度の生活を営む権利を有する。」と規定し、これを受けて労働基準法では、「労働条件は、労働者が人たるに値する生活を営むための必要を充たすべきものでなければならない。」（第1条1項）、「この法律で定める労働条件の基準は最低のものであるから、労働関係の当事者は、この基準を理由として労働条件を低下させてはならないことはもとより、その向上を図るように努めなければならない。」（第1条2項）、「労働条件は、労働者と使用者が、対等の立場において決定すべきものである。」（第2条1項）と定められている。そして「使用者は、労働者の国籍、信条又は社会的身分を理由として賃金、労働時間その他の労働条件について差別的取扱いをしてはならない。」（第3条）として、差別的取扱いをしてはならない理由を限定列挙している。
第1条~第3条でいう「労働条件」とは、賃金、労働時間はもちろんのこと、解雇、災害補償、安全衛生、寄宿舎等に関する条件をすべて含む労働者の職場における一切の待遇をいう。なお、労働契約締結前の雇入れにおける条件は労働条件の内容にあたらない。
国際労働機関(ILO)は「人道的な労働条件」「社会正義の実現」を求め、労働者が「人間らしいまともな労働（ディーセント・ワーク)」を得られることを目標に、労働条件に関する多くの条約を制定している。日本も常任理事国としてILOに加盟しているが、日本は労働条件に関する条約の多くを批准していない。

## 労働条件の明示

労働条件通知書

使用者の労働条件の明示は書面又は口頭によるが、明示事項のうち絶対的明示事項（昇給に関する事項を除く）については労働者に対する書面の交付が必要となる（いわゆる「労働条件通知書」。第15条1項後段、施行規則第5条3項）。これは労働者に対して労働条件の内容を明らかにし、紛争発生の防止をその趣旨とするものである。もっとも、明示がなされなかったからといって労働契約が成立しないわけではない。書面の様式は自由である（平成11年1月29日基発45号）。さらに、労働条件通知書は絶対的明示事項のみならず相対的明示事項も併せて記載し労働者に交付するよう、強く行政指導が行われている（平成11年2月19日基発81号）。なお、日雇労働者の場合は、同一条件で労働契約が更新される場合には、最初の雇い入れの際に書面を交付することで足り、その都度当該書面を交付しなくても差し支えない（昭和51年9月28日基発690号）。

平成31年4月の改正法施行により、使用者は、第15条1項の規定により労働者に対して明示しなければならない労働条件を事実と異なるものとしてはならない、と条文に明記された（施行規則第5条2項）。また労働者が希望した場合には、ファクシミリや電子メール等（当該労働者が当該電子メール等の記録を出力することにより書面を作成することができるものに限る）で労働条件を明示することができるようになった（施行規則第5条4項）。
使用者が合理的な労働条件が定められている就業規則を労働者に周知させていた場合（第106条）には、労働契約の内容は、その就業規則で定める労働条件によるものとなり（労働契約法第7条）、実際には労働者個々に定める事項以外は就業規則を労働者に交付することで一律の労働条件を定めることになる。

### 労働条件の明示事項
労働条件の明示事項については、施行規則第5条1項の各号に列挙されている。

#### 絶対的明示事項（使用者が労働者に対して明示することが絶対的に必要とされている事項）
1. 労働契約の期間に関する事項（同項第1号）
  - 期間の定めのある労働契約の場合はその期間、期間がない労働契約の場合はその旨を明示しなければならない（平成11年1月29日基発45号）。
2. 有期労働契約を更新する場合の基準に関する事項（通算契約期間（労働契約法第18条1項に規定する通算契約期間をいう。)又は有期労働契約の更新回数に上限の定めがある場合には当該上限を含む。)（同項第1号の2）
  - 平成25年4月1日の改正法施行により追加された。更新の基準の内容は、有期労働契約を締結する労働者が、契約期間満了後の自らの雇用継続の可能性について一定程度予見することが可能となるものであることを要するものである。例えば、「更新の有無」として、「自動的に更新する」「更新する場合があり得る」「契約の更新はしない」等を、また、「契約更新の判断基準」として、「契約期間満了時の業務量により判断する」「労働者の勤務成績、態度により判断する」「労働者の能力により判断する」「会社の経営状況により判断する」「従事している業務の進捗状況により判断する」等を明示することが考えられるものである。また、更新の基準についても、他の労働条件と同様、労働契約の内容となっている労働条件を使用者が変更する場合には、労働者との合意その他の方法により、適法に変更される必要がある（平成24年10月26日基発1026002号）。
3. 就業の場所及び従事すべき業務に関する事項（就業の場所及び従事すべき業務の変更の範囲を含む。）（同項第1号の3）
  - 「従事すべき業務」は、具体的かつ詳細に明示すること（昭和22年9月13日発基17号）。雇入れ直後の就業の場所及び従事すべき業務を明示すれば足りるものであるが、将来の就業場所や従事させる業務を併せ網羅的に明示することは差し支えない（平成11年1月29日基発45号）。
  - 事業主は、外国人労働者を採用するに当たっては、あらかじめ、当該外国人が、採用後に従事すべき業務について、在留資格上、従事することが認められる者であることを確認することとし、従事することが認められない者については、採用してはならない（「外国人労働者の雇用管理の改善等に関して事業主が適切に対処するための指針」（平成19年厚生労働省告示第276号））。
4. 始業及び終業の時刻、所定労働時間を超える労働の有無、休憩時間、休日、休暇並びに労働者を2組以上に分けて就業させる場合における就業時転換に関する事項（同項第2号）
  - 当該労働者に適用される労働時間等に関する具体的な条件を明示しなければならない。なお、当該明示すべき事項の内容が膨大なものとなる場合においては、労働者の利便性をも考慮し、所定労働時間を超える労働の有無以外の事項については、勤務の種類ごとの始業及び終業の時刻、休日等に関する考え方を示した上、当該労働者に適用される就業規則上の関係条項名を網羅的に示すことで足りるものである（平成11年1月29日基発45号）。
5. 賃金の決定、計算及び支払の方法、賃金の締切り及び支払の時期並びに昇給に関する事項（同項第3号。ただし、退職手当や臨時に支払われる賃金を除く。）
  - 具体的には、基本賃金の額、手当の額、割増賃金の割増率、賃金の締め切り日及び支払日などである。就業規則の賃金規定が当該労働者について確定しうるものであればよく、例えば就業規則に規定されている賃金等級が表示されたものでも差し支えない（昭和51年9月28日基発690号）。
6. 退職に関する事項（同項第4号。なお、解雇の事由を含む。）
  - 明示すべき労働条件として、「退職に関する事項」に「解雇の事由」が含まれることを施行規則において明らかにすることとしたものである。なお、当該明示すべき事項の内容が膨大なものとなる場合においては、労働者の利便性をも考慮し、当該労働者に適用される就業規則上の関係条項名を網羅的に示すことで足りるものである（平成15年10月22日基発1022001号）。

#### 相対的明示事項（定めがある場合に限り、使用者が労働者に対して明示することが必要とされる事項）
1. 退職手当の定めが適用される労働者の範囲、退職手当の決定、計算及び支払の方法並びに退職手当の支払の時期に関する事項（同項第4号の2）
2. 臨時に支払われる賃金（退職手当を除く。）、賞与及びこれらに準ずるもの並びに最低賃金額に関する事項（同項第5号）
3. 労働者に負担させるべき食費、作業用品その他に関する事項（同項第6号）
4. 安全及び衛生に関する事項（同項第7号）
5. 職業訓練に関する事項（同項第8号）
6. 災害補償及び業務外の傷病扶助に関する事項（同項第9号）
7. 表彰及び制裁に関する事項（同項第10号）
8. 休職に関する事項（同項第11号）

### 労働者の解除権
使用者から明示された労働条件が事実と相違する場合においては、労働者は、即時に労働契約を解除することができる（第15条2項）。いわゆる会社が労働者に予告なしに行う「懲戒解雇」に対する、労働者が会社に予告なしに退職できる「懲戒退職」のことである。なお、第15条1項は労働者が自己の労働条件の具体的内容を承知せずして雇い入れられることのないよう使用者に労働条件の明示を義務付けたものであるから、他の労働者の労働条件が事実と相違していたとしても即時解除はできない（昭和23年11月27日基収3514号）。
- 労働契約締結にあたり社宅を供与すべき旨契約したにもかかわらずこれを供与しなかった場合、社宅を利用する利益が第11条でいう「賃金」である場合は、社宅を供与すべき旨の条件は第15条1項の「賃金、労働時間その他の労働条件」であるから、これを供与しなかった場合は第15条2項の規定が適用される。社宅が単なる福利厚生施設とみなされる場合は、社宅を供与すべき旨の条件は第15条1項の「労働条件」には含まれないから、これを供与しなかった場合でも第15条2項の規定が適用はない。なお第15条の規定がない場合においても、民法第541条の規定によって契約を解除することはできる（昭和23年11月27日基収3514号）。

この場合、就業のために住居を変更した労働者が、契約解除の日から14日以内に帰郷する場合においては、使用者は、必要な旅費を負担しなければならない（3項）。 この「旅費」には、住居変更前までの旅費にとどまらず、親族の保護を受ける場合にはその者の住所までの実費を含み、また就業のために移転した家族（労働者により生計を維持されている同居の親族をいう（昭和23年7月20日基収2483号））の旅費も含まれる（昭和22年9月13日発基17号）。
また、この場合における離職は、雇用保険における基本手当の受給において「特定受給資格者」（倒産・解雇等により離職した者）として扱われ、一般の受給資格者よりも所定給付日数が多くなる（雇用保険法第23条、雇用保険法施行規則第36条2号）。

### 船員
船舶所有者は、雇入契約を締結しようとするときは、あらかじめ、当該雇入契約の相手方となろうとする者に対し、次に掲げる事項について書面を交付して説明しなければならない（船員法第32条1項、同施行規則第16条）。この場合において、当該雇入契約に係る航海が海上運送法第26条1項の規定による命令によるものであるときは、船舶所有者は、あらかじめ、相手方に対し、その旨を書面を交付して説明しなければならない（船員法第32条2項）。
- 船舶所有者の名称又は氏名及び住所
- 雇用の期間
- 乗り組むべき船舶の名称、総トン数、用途（漁船にあっては、従事する漁業の種類を含む。）及び就航航路又は操業海域に関する事項
- 職務に関する事項
- 給料その他の報酬の決定方法及び支払いに関する事項
- 報酬が歩合によって支払われる場合の船員法第58条1項の一定額及び同条3項の額
- 基準労働期間、労働時間、休息時間、休日及び休暇に関する事項並びに交代乗船制等特殊の乗船制をとる場合における当該乗船制に関する事項
- 災害補償に関する事項
- 退職、解雇、休職及び制裁に関する事項
- 送還に関する事項
- 予備船員制度があるときは、その概要

船舶所有者は、雇入契約が成立したときは、遅滞なく、次に掲げる事項を記載した書面を2通作成し、うち1通を船員に交付し、他の1通を船員の死亡又は雇入契約の終了の日から3年を経過する日までの間、主たる船員の労務管理の事務を行う事務所に備え置かなければならない（船員法第36条、同施行規則第16条の4）。
- 船員法第32条1項各号に掲げる事項
- 当該雇入契約を締結した船員の氏名、住所及び生年月日
- 当該雇入契約を締結した場所及び年月日

船長は、雇入契約の成立、終了、更新又は変更があったときは、国土交通省令で定めるところにより、遅滞なく、国土交通大臣に届け出なければならない。この場合において船長が届け出ることができないときは、船舶所有者は、船長に代わって届け出なければならない（船員法第37条）。国土交通大臣は、雇入契約の成立等の届出があったたときは、その雇入契約が航海の安全又は船員の労働関係に関する法令の規定に違反するようなことがないかどうか及び当事者の合意が充分であったかどうかを確認するものとする。この場合において、国土交通大臣は、必要があると認めるときは、船員法第101条1項の規定による命令その他必要な措置を講ずるものとする（船員法第38条）。
船員は、以下のいずれかに該当する場合には、雇入契約を解除することができる（船員法第41条）。
- 船舶が雇入契約の成立の時における国籍を失ったとき。
- 雇入契約により定められた労働条件と事実とが著しく相違するとき。
- 船員が負傷又は疾病のため職務に堪えないとき。
- 船員が国土交通省令の定めるところにより教育を受けようとするとき。

### 派遣労働者
派遣労働者については、派遣元の使用者が労働条件について明示しなければならない。労働契約の締結と派遣が同時である場合には労働条件の明示と労働者派遣法に定める派遣先の就業規則の明示を併せて行って差し支えない（昭和61年6月6日基発333号）。出向（在籍型、移籍型とも）の場合、出向先の使用者が労働条件の明示をしなければならない。

### 短時間労働者に対する事業主の責務
事業主は、短時間労働者を雇い入れたときは、速やかに、当該短時間労働者に対して、上記の明示事項に加え、「昇給の有無」「退職手当の有無」「賞与の有無」「短時間労働者の雇用管理の改善等に関する事項に係る相談窓口に関する事項」について文書の交付等により明示しなければならない。これら以外の事項についても文書の交付等により明示するように努めるものとされる（パートタイム労働法第6条）。 事業主は、その雇用する短時間労働者から求めがあったときは、労働条件に関する決定をするに当たって考慮した事項について、当該短時間労働者に説明しなければならない（パートタイム労働法第14条）。

### 特定有期雇用労働者
専門的知識等を有する有期雇用労働者等に関する特別措置法に定める特定有期雇用労働者については、上記の明示事項に加え、以下の事項を文書の交付等により明示しなければならない（平成27年厚生労働省令第36号）。
1. 専門的知識等を有する有期雇用労働者等に関する特別措置法第8条の規定に基づき適用される労働契約法第18条1項の規定の特例の内容に関する事項
2. 就業の場所及び従事すべき業務に関する事項（労働基準法施行規則第5条1項1号の3に掲げる事項を除き、1.の特例に係る特定有期業務の範囲に関する事項に限る。）（第一種認定事業主のみ）

### 無期転換申込権が発生する有期労働契約
その契約期間内に無期転換申込権（労働者が労働契約法第18条1項の適用を受ける期間の定めのない労働契約の締結の申込み）が発生する有期労働契約の締結の場合においては、使用者は、規則第5条3項に規定するもののほか、無期転換申込みに関する事項並びに無期転換後の労働条件のうち絶対的明示事項を書面の交付等の方法により明示しなければならない（規則第5条5項、令和5年3月30日基発0330第1号）。2024年（令和6年）の改正法施行により追加された規定で、2022年（令和4年）12月に労働政策審議会労働条件分科会がとりまとめた報告書「今後の労働契約法制及び労働時間法制の在り方について」において「無期転換ルールに関する労使の認知状況を踏まえ、無期転換ルールの趣旨や内容、活用事例について、一層の周知徹底に取り組むことが適当である。」と指摘されたことを踏まえて追加されたものである。

### 建設労働者・林業労働者
建設労働者の雇用の改善等に関する法律に定める建設労働者については、上記の明示事項に加え、以下の事項を文書の交付により明示しなければならない（建設労働者の雇用の改善等に関する法律第7条）。林業労働力の確保の促進に関する法律に定める林業労働者については、上記の明示事項に加え、以下の事項を文書の交付により明示するように努めなければならない（林業労働力の確保の促進に関する法律第31条）。建設労働者・林業労働者については、各条及び労働基準法第15条1項の両規定が相まって、雇用関係の明確化の実効を期することとしているものである。この規定の主眼は、とかく雇用関係の不明確な有期雇用労働者の雇用関係の明確化を図ることにあるので、指導に当たっては、特に、有期雇用労働者についてその趣旨が徹底するよう配慮するものとする（昭和51年9月7日職発409号、平成8年5月24日職発371号）。 
- 当該事業主の氏名又は名称
- その雇入れに係る事業所の名称及び所在地
- 雇用期間
- 従事すべき業務の内容
- 雇用保険及び中小企業退職金共済制度に関する事項（林業労働者のみ）

### 外国人労働者
事業主は、外国人労働者との労働契約の締結に際し、賃金、労働時間等主要な労働条件について、当該外国人労働者が理解できるようその内容を明らかにした書面を交付すること。また、事業主は、賃金について明示する際には、賃金の決定、計算及び支払の方法等はもとより、これに関連する事項として税金、労働・社会保険料、労使協定に基づく賃金の一部控除の取扱いについても外国人労働者が理解できるよう説明し、当該外国人労働者に実際に支給する額が明らかとなるよう努めること、とされる。

## 労働条件の禁止・制限事項
第15条は使用者が労働者に対して明示すべき労働条件の範囲を定めているのであって、労働基準法にいう労働条件の定義を定めたものではない（昭和29年6月29日基発355号）。したがって上記列挙の事項以外にも、労使が合意すれば任意の事項を労働条件に定めることができるが、公序良俗に反してはならない（民法第90条）ほか、労働基準法上、以下の制限がある。

### 効力関係
労働契約が就業規則や労働協約で定める基準に達しない場合はその部分が無効となり、当該基準によることとなる（第93条、労働組合法第16条、労働契約法第12条）。たとえば、個々の労働者を「月給16万円」との条件で雇い入れた場合でも、就業規則に月額賃金を18万円以上とする旨定めている場合は18万円を支給しなければならず、さらに賃金を月19万円以上とする旨の労働協約を締結した場合には、19万円を支給しなければならないのである。最低賃金法等の強行規定に違反する場合も同様である。船員にも同趣旨の規定がある（船員法第31条）。
労働契約、就業規則、労働協約、法令の効力関係については、上位から順に、法令、労働協約、就業規則、労働契約の順となる（ただし、就業規則よりも労働者に有利な労働契約は無効とはならない（有利原則））。

#### 労働条件の不利益変更
労働者及び使用者は、その合意により、労働契約の内容である労働条件を変更することができるが（労働契約法第8条）、使用者は、労働者と合意することなく、就業規則を変更することにより、労働者の不利益に労働契約の内容である労働条件を変更することはできず（労働契約法第9条）、原則として使用者による一方的な労働条件の不利益変更は行えない。
しかし、使用者が変更後の就業規則を労働者に周知させ、かつ、就業規則の変更が、「労働者の受ける不利益の程度」「労働条件の変更の必要性」「変更後の就業規則の内容の相当性」「労働組合等との交渉の状況」その他の就業規則の変更に係る事情に照らして合理的なものであるときは、労働契約の内容である労働条件は、当該変更後の就業規則に定めるところによるものとされ（労働契約法第10条）、労働者との合意がなくても、就業規則の変更により労働者の不利益に労働条件を変更できる。

### 労働契約の期間
| 雇用形態                           | 万人  |
| ---------------------------------- | ----- |
| 役員                               | 335   |
| 期間の定めのない労働契約           | 3,728 |
| 1年以上の有期契約                  | 451   |
| 1か月～1年未満の有期契約（臨時雇） | 763   |
| 1か月未満の有期契約（日雇い）      | 15    |
| 期間がわからない                   | 239   |

労働基準法施行時は、有期労働契約の期間の上限は一律「1年」であったが、平成11年の改正法施行により高度の専門的能力を有し、企業の枠を超えて柔軟な働き方を求める労働者が、その能力を存分に発揮するための環境を整備し、企業がこのような労働者を活用して積極的な事業を展開することや、高齢者の経験や能力を生かせる雇用の場を確保することを可能とすることを目的として、「専門的知識等」「満60歳以上」の労働契約については上限が「3年」に延長された。さらに平成16年の改正法施行により有期契約労働者の多くが契約更新を繰り返すことにより、一定期間継続して雇用されている現状等を踏まえ、有期労働契約が労使双方から良好な雇用形態の一つとして活用されるようにすることを目的として、一般の労働契約は「3年」、「専門的知識等」「満60歳以上」の労働契約については「5年」に上限がそれぞれ延長された。
第1号の「厚生労働大臣が定める基準」（平成28年10月19日厚生労働省告示376号）に該当するとは、次のいずれかに該当する者である。これらの者は専門的な知識、技術及び経験を有しており、自らの労働条件を決めるに当たり、交渉上、劣位に立つことのない労働者であると考えられるためである。また労働者がこれらの資格等を有しているだけでは足りず、当該資格等に関係する業務を行うことが労働契約上認められている等が必要である（平成15年10月22日基発1022001号）。
1. 博士の学位（外国において授与されたこれに該当する学位を含む。）を有する者
2. 次に掲げるいずれかの資格を有する者
  - 公認会計士、医師、歯科医師、獣医師、弁護士、一級建築士、税理士、薬剤師、社会保険労務士、不動産鑑定士、技術士、弁理士
3. 情報処理の促進に関する法律第29条に規定する情報処理技術者試験の区分のうち「ITストラテジスト試験に合格した者若しくは情報処理技術者試験規則等の一部を改正する省令第2条の規定による改正前の当該区分のうち」システムアナリスト試験に合格した者又はアクチュアリーに関する資格試験（保険業法第122条の2第2項の規定により指定された法人が行う保険数理及び年金数理に関する試験をいう。）に合格した者
  - 「アクチュアリー」とは、確率や数理統計の手法を駆使して、保険料率の算定や配当水準の決定、保険商品の開発及び企業年金の設計等を行うものであり、「アクチュアリーに関する資格試験」とは、社団法人日本アクチュアリー会が行うアクチュアリーに関する資格試験を指すものである（平成15年10月22日基発1022001号）。
4. 特許法第2条2項に規定する特許発明の発明者、意匠法第2条2に規定する登録意匠を創作した者又は種苗法第20条1項に規定する登録品種を育成した者
5. 次のいずれかに該当する者であって、労働契約の期間中に支払われることが確実に見込まれる賃金の額を一年当たりの額に換算した額が1,075万円を下回らないもの
  - 農林水産業若しくは鉱工業の科学技術（人文科学のみに係るものを除く。以下同じ。）若しくは機械、電気、土木若しくは建築に関する科学技術に関する専門的応用能力を必要とする事項についての計画、設計、分析、試験若しくは評価の業務に就こうとする者、情報処理システム（電子計算機を使用して行う情報処理を目的として複数の要素が組み合わされた体系であってプログラムの設計の基本となるものをいう。）の分析若しくは設計の業務（「システムエンジニアの業務」）に就こうとする者又は衣服、室内装飾、工業製品、広告等の新たなデザインの考案の業務に就こうとする者であって、次のいずれかに該当するもの
    1. 学校教育法による大学（短期大学を除く。）において就こうとする業務に関する学科を修めて卒業した者（昭和28年文部省告示第5号に規定する者であって、就こうとする業務に関する学科を修めた者を含む。）であって、就こうとする業務に5年以上従事した経験を有するもの
    2. 学校教育法による短期大学又は高等専門学校において就こうとする業務に関する学科を修めて卒業した者であって、就こうとする業務に6年以上従事した経験を有するもの
    3. 学校教育法による高等学校において就こうとする業務に関する学科を修めて卒業した者であって、就こうとする業務に7年以上従事した経験を有するもの
      - 「就こうとする業務に関する学科」とは、労働者に従事させようとする業務にそれぞれ関するものである。なお、「学科」には、大学設置基準第5条に基づき学科に代えて設置されている「課程」も含まれる。「〇年以上従事した経験」には、それぞれの学位や資格等を得る以前の経験を含む（平成15年10月22日基発1022001号）。
      - 「支払われることが確実に見込まれる賃金の額」とは、個別の労働契約又は就業規則等において、名称の如何にかかわらず、あらかじめ具体的な額をもって支払われることが約束され、支払われることが確実に見込まれる賃金はすべて含まれる。したがって、所定外労働に対する手当や労働者の勤務成績等に応じて支払われる賞与、業績給等その支給額があらかじめ確定されていないものは含まれない。ただし、賞与や業績給でもいわゆる最低保障額が定められ、その最低保障額については支払われることが確実に見込まれる場合には、その最低保障額は含まれる（平成15年10月22日基発1022001号）。

  - 事業運営において情報処理システムを活用するための問題点の把握又はそれを活用するための方法に関する考案若しくは助言の業務（いわゆるシステムコンサルタント）に就こうとする者であって、システムエンジニアの業務に5年以上従事した経験を有するもの
6. 国、地方公共団体、一般社団法人又は一般財団法人その他これらに準ずるものによりその有する知識、技術又は経験が優れたものであると認定されている者（前各号に掲げる者に準ずる者として厚生労働省労働基準局長が認める者に限る。）     
  - 「厚生労働省労働基準局長が認める者」については、おって必要に応じ、厚生労働省労働基準局長通達により定めることとする（平成15年10月22日基発1022001号）。しかしながら現在当該通達は未発出である。

第2号の「満60歳以上の労働者との間に締結される労働契約」とは、契約締結時に満60歳以上である労働者との間に締結されるものであることを要する（平成11年1月29日基発第45号、平成15年10月22日基発1022001号）。
建設工事等の有期的な事業であれば、3年（5年）を超えその完了までの期間の労働契約を締結できる。なお、上記各号の労働契約及び一定の事業の完了に必要な期間の労働契約を除き、1年を超える期間の定めのある労働契約を締結した労働者であっても、当該契約の期間の初日から1年を経過した日以後においては、その使用者に申し出ることにより、いつでも（やむをえない事由がなくても）退職できる（第137条）。
職業能力開発促進法第24条1項に基づく都道府県知事の認定を受けて行う職業訓練を受ける労働者について必要がある場合においては、その必要の限度で、契約期間について、厚生労働省令で別段の定めをすることができる（第70条）とされ、職業能力開発促進法施行規則に定める訓練期間の範囲内で3年（5年）を超える契約期間を定めることができる。この場合、当該事業場において定められた訓練期間を超えてはならない（施行規則第34条の2の2）。
3年（5年）を超える定めの労働契約はその定めが無効となり、第13条によりその期間は3年（5年）に短縮される（平成11年1月29日基発第45号、平成15年10月22日基発1022001号）。

#### 有期労働契約の締結、更新及び雇止めに関する基準
2004年（平成16年）の改正法施行により第14条に2項、3項が追加された。第14条2項に基づき、厚生労働大臣は有期労働契約の締結、更新及び雇止めに関する基準（いわゆる「雇い止め基準」、平成24年10月26日厚生労働省告示第551号、最終改正令和5年3月30日厚生労働省告示第114号）を定めている。この基準に法的拘束力はないが、近年労働契約法等により有期労働契約に関する規制が強化されており、労働契約の更新に関する解釈として参考になる。
第1条と第5条は2023年（令和5年）の改正（施行は2024年（令和6年）4月）により追加されたものである。2022年（令和4年）12月に労働政策審議会労働条件分科会がとりまとめた報告書「今後の労働契約法制及び労働時間法制の在り方について」において、使用者が有期雇用契約の締結より後に更新上限を新たに設ける場合には、その上限設定の理由を説明すべきこと、また、使用者から個々の労働者に対して、無期転換後の労働条件に関して均衡を考慮した事項について説明するよう促すべきこととされた。これを踏まえて追加されたものである。

### 賠償予定の禁止
契約の相手方は、労働者のみならず、親権者や身元保証人なども含まれる。なお、あらかじめ定めておくことが禁止されているのであって、現実に徴収しなくても定めておくだけで違反となる。もっとも現実に生じた損害について損害賠償することまで禁止されているのではない（昭和22年9月13日発基17号）。船員にも同趣旨の規定がある（船員法第33条）。
使用者が費用を出して被用者に海外留学をさせる場合に、留学の費用を使用者が労働者に貸与する形式をとり、ただ帰国後一定期間勤続した場合にその返還を免除するという契約を締結した場合は、そのような契約が、労働契約とは別個の免除特約付金銭消費貸借契約にあたるとみなされれば、第16条違反とはならない。ただしその場合も、返還免除基準が不明確であったり、返還額が過度に高額である等の事情がある場合には、当該費用返還規定は労働者の退職を過度に抑制するものとして違法となりうる（長谷工コーポレーション事件、東京地判平9.5.26）。
なお、減給の制裁（第91条）は第16条違反とはならない。

### 前借金相殺の禁止
「前借金」とは、労働することを条件として使用者からお金を借り、将来、賃金により弁済することを約束した金銭をいう。金銭貸借関係と労働関係とを完全に分離し、金銭貸借関係に基づく身分的拘束を防止することが第17条の趣旨である。従って、労働者が使用者から人的信用に基づいて受ける金融、弁済期の繰上げ等で明らかに身分的拘束を伴わないものは、労働することを条件とする債権には含まれない（昭和22年9月13日発基17号）。なお、第17条が禁止したのは、「前借金についての使用者の債権（前貸債権）で賃金に対する労働者の債権（賃金債権）を相殺すること」であるから、前借金を渡すこと自体が禁じられているわけではない（東京高判昭48.11.21）。　
使用者が労働組合との労働協約の締結あるいは労働者からの申出に基づき、生活必需品の購入等のための生活資金を貸し付け、その後この貸付金を賃金より分割控除する場合においては、その貸付の原因、期間、金額、金利の有無等を総合的に判断して労働することが条件となっていないことが極めて明白な場合には、第17条は適用されない（昭和23年10月15日基発1510号）。労使合意による相殺の具体例としては、住宅ローンに関してなされた合意相殺につき、労働者の自由意思に基づくものと認められるような場合には、適法であると判断した最高裁判決がある（日新製鋼事件、最判平2.11.26）。
事業主が育児休業期間中に社会保険料の被保険者負担分を立替え、復職後に賃金から控除する制度は、著しい高金利が付される等により、その貸付が労働することを条件としている場合を除いて、一般的には第17条違反とはならない。ただし、この場合は、第24条1条但書（賃金控除協定、賃金の全額払いの原則とその例外）に基づき、労使協定が必要となる。また一定年限労働すれば、当該債務を免除する旨の取り扱いも第17条違反とはしない（平成3年12月20日基発712号）。
船員法においては労働基準法とは趣旨の異なる規定が置かれている。

### 強制貯蓄の禁止
使用者は、労働契約に附随して貯蓄の契約をさせ、又は貯蓄金を管理する契約（強制貯蓄）をしてはならない（第18条1項）。戦前においては強制貯蓄が労働者の足留め策として利用され、また貯蓄金を使用者が事業資金に流用して労働者が払い戻しを受けることが困難又は不可能となる事態が起きることがあった。そのため、労働基準法では強制貯蓄を全面的に禁止している。
いっぽう、労働者の委託を受けて社内預金をするようなこと（任意貯蓄）は禁止されていない。船員にも同趣旨の規定がある（船員法第34条）。具体的には、使用者自身が預金を受け入れて直接管理する「社内預金」と、使用者が受け入れた預金を労働者の名義で金融機関等に預入し、その通帳や印鑑を使用者が保管する「通帳保管」とがある。いずれの場合においても、使用者は以下の措置（共通措置）を取らなければならない。
- 労使協定（貯蓄金管理協定）を締結し、所轄労働基準監督署長に届出ること（第18条2項）
  - 届出は様式第1号によって行う（施行規則第6条）。協定の締結・届出を行うことなく事業主が労働者の預金の受け入れを行うことは、第18条2項違反のみならず、出資法にも抵触するおそれがある（昭和52年1月7日基発4号）。
- 貯蓄金管理規程を定め、これを労働者に周知させるため作業場に備え付ける等の措置をとること（第18条3項）
- 労働者が貯蓄金の返還を請求したときは、遅滞なく返還すること（第18条5項）

労働者が派遣労働者の場合は、貯蓄金の管理は派遣元の使用者が行う。派遣先の使用者が貯蓄金の管理をすることはできない（昭和61年6月6日基発333号）。
労働者が貯蓄金の返還を請求したにもかかわらず、使用者がこれを返還しない場合において、当該貯蓄金の管理を継続することが労働者の利益を著しく害すると認められるときは、所轄労働基準監督署長は、使用者に対して、その必要な限度の範囲内で、当該貯蓄金の管理を中止すべきことを命ずることができる（第18条6項）。この規定により貯蓄金の管理を中止すべきことを命ぜられた使用者は、遅滞なく、その管理に係る貯蓄金を労働者に返還しなければならない（第18条7項）。「その必要な限度の範囲内」とは、貯蓄金管理を委託している労働者の全部または一部について中止させるとの意であり、個々の労働者の貯蓄金の一部についてその管理を中止させるとの意ではない（昭和27年9月20日基発675号）。
社内預金
社内預金の場合は共通措置に加え、以下の措置を取らなければならない。
1. 貯蓄金管理協定に以下の事項を定めること（施行規則第5条の2）
  - 預金者の範囲
    - 「預金者の範囲」は、第9条でいう「労働者」に限られる。したがって、取締役・監査役等事業主との間に使用従属関係にない者（代表権・業務執行権を有しないで工場長、部長等の職にあって事業主から賃金の支払いを受ける者を除く）、退職者、労働者の家族、社内親睦団体は含まれない（昭和52年1月7日基発4号）。
    - 事業主として第18条2項により労働者の貯蓄金の管理を行い得る者は、第10条に規定する使用者に限られ、会社の共済会等はこれに含まれない（昭和52年1月7日基発4号）。

  - 預金者1人当たりの預金額の限度
    - 受け入れる預金の原資は、雇用関係に基づく第11条でいう「賃金」以外のものは受け入れない旨を明らかにする。労働者の家族が労働者名義で預金をすること、労働者の兼業収入、財産処分による収入等は原資として適当でない（昭和52年1月7日基発4号）。
    - 預金者一人当たりの預金額の限度は、上記の趣旨に沿って、当該事業場の賃金水準、預金の目的等を考慮して具体的に定めること。「賃金額の〇ヶ月分」とする定めも「具体的な定め」に該当する（昭和52年1月7日基発4号）。

  - 預金の利率及び利子の計算方法
    - 社内預金の場合、使用者は利子をつけなければならない（第18条4項）。これは預金の利率についてその最低限を規制し労働者の保護を図るものであるが、はなはだしく高い利率を定めることも本来の趣旨にもとり、これによる弊害も黙視しえないものがあるので、行政指導上の利率の上限は市中預金の金利の最高利率の変動に連関させて決定するものとする（昭和52年1月7日基発4号）。もっとも、平成6年をもって市中金利が完全に自由化されたこと、著しい高利率による預金の安全性の確保については、上限利率に係る指導による規制によってではなく、本来、保全措置の適正化によって図るべきものであること、上限利率に係る指導の背景となった昭和30年から40年代に比し、現在、企業等においても金融機関からの資金調達が容易になった上に市中金利が低水準にあるなどの状況の変化により、著しい高利率の設定は予想されないこと等、現在の状況においては、上限利率を示し、それに係る指導を行う意義が乏しくなっていると認められることから、当面、上限利率を示すこと及び当該利率に係る指導は行わないとされる（平成8年2月16日基発62号）。
    - 下限利率は、市中金利の実勢を考慮した妥当な利率に改正していくものであることから、毎年1月に見直し作業を行い、改正の必要が認められる場合には、4月1日を施行日とし、年度単位で改正を行うこととしていること（昭和52年1月7日基発4号、平成9年1月16日基発17号）。現在の下限利率は年0.5%とされ（令和5年2月6日基監発0206第2号）、導入企業の平均利率は年0.79%である[7]。下限利率を下回る利率を定めても無効となり、この場合には、下限利率を定めたものとみなされる。
    - 「利子の計算方法」は、単利・複利の別、付利単位、利息の計算期間等を定める（昭和52年1月7日基発4号）。

  - 預金の受入れ及び払い戻しの手続
    - 貯蓄金管理の適正化のためには、預金者各人につき預金額が常時明らかにされなければならないことは当然であり、協定においては、少なくとも、預金通帳等預金の受入れ額、払戻し額及び預金残高を記録した書面の交付並びにこれらの事項を預金者各人別に記録した預金元帳の備付けを明記する必要がある。預金者に交付する書面は、通常普通預金及び積立預金の場合には預金通帳、定期預金の場合には預金証書となるが、積立預金のうち、預金の方法が第24条1項但書の規定による協定に基づき賃金から控除して預金として受け入れるものに限定されているものについては、預金者に交付する賃金支給明細書にその月の積立金額及び積立合計額を記載し、これをもって預金通帳に代えることは差し支えない。預金元帳は、本社等において一括管理して差し支えない（昭和52年1月7日基発4号）。

  - 預金の保全の方法
    - 事業主は毎年3月31日における受入預金額[注 7]について、同日後1年間を通ずる貯蓄金の保全措置を講じなければならず（賃金支払確保法第3条）、労働基準監督署長は、事業主が保全措置を講じていないときは、文書により、当該事業主に対して、期限を指定して、その是正を命ずることができる（賃金支払確保法第4条）。退職手当についても、その支払いに充てるべき一定の額について保全措置に準ずる措置を講じるよう努めなければならない（賃金支払確保法第5条）。「貯蓄金の保全措置」とは、以下のいずれかの方法である（賃金支払確保法施行規則第2条）。なお同条は貯蓄金の保全措置として適当と認められるものを列挙したものであり、同条に定める措置の二以上を併用することは差し支えないが、同条に定める措置以外の措置を講じている場合は、賃確法に規定する保全措置として認めない趣旨である（昭和52年1月7日基発4号）。
      - 銀行その他の金融機関における保証契約
        - この方法は、預金の返還につき、金融機関又は債務の保証を業とする公益法人であって厚生労働大臣が指定するものが事業主と連帯して保証し、これにより預金の保全を図るものである（昭和52年1月7日基発4号）。

      - 信託会社との信託契約
        - この方法は、事業主と信託会社（信託業務を兼営する銀行を含む）との間に、事業主が貯蓄金の払戻しに係る債務を履行し得なくなった場合に、信託財産から預金者に弁済するため、事業主の有する財産を信託財産とする信託契約を締結するものである。信託財産については、換価が容易であるものが望ましい。また、価額変動をきたすものは好ましくないので、金銭その他価額の安定したものをこれにあてることが望ましい（昭和52年1月7日基発4号）。

      - 質権又は抵当権の設定
        - この方法は、預金者と事業主との間に、その貯蓄金の払戻しに係る債権を担保するため、事業主又は第三者の有する財産を質物又は抵当権の目的物とする質権又は抵当権設定契約を締結するものである。質物については、価額変動をきたすものは好ましくないので、質権設定者（事業主）が金融機関に対して有する預金債権、金融債、生命保険契約上の債権等を質物とすることが望ましい。抵当権の目的物については、不動産の外、各種の財団抵当法による財団（工場財団、鉱業財団等）、自動車、建設機械等がある。抵当権は、同一の目的物につき複数の債権の担保のために設定することができ、その抵当権相互間の優先順位は、登記の前後によって定まるものであるので、原則として第一順位の抵当権の設定が望ましいが、貯蓄金の払戻しに係る債権につき設定する抵当権が、後順位であっても、目的物の価額が当該後順位たる貯蓄金の払戻しに係る債権をも担保するに十分である限り、後順位の抵当権であっても差し支えないこと。なお、この場合、第三者に対する対抗要件（抵当権については、その設定の登記）を備えなければ第三者に対抗できないことに留意すること（昭和52年1月7日基発4号）。

      - 預金保全委員会を設置し、かつ、貯蓄金管理勘定その他適当な措置を定めること
        - 預金保全委員会は、労働者の預金を貯蓄金管理勘定として経理すること等の措置をあわせ講ずることにより、貯蓄金の管理につき、預金者たる労働者の意思を反映させるとともに、自己の預金の安全性を監視させることにより、返還不能のおそれがある場合には事前に預金者の自主的な預金の払出しを期待し、実質的に預金の保全を図ろうとするものである。したがって、預金保全委員会は、事業主に対して貯蓄金の管理につき意見を述べることができるが、預金の運用方法等につき、交渉決定する機関ではないこと。なお、預金保全委員会は、賃確則第2条2項の全ての要件をみたさなければ、適法な保全措置とは認められない。預金保全委員会は、貯蓄金管理を企業単位で行っている場合には企業単位で、事業場単位で行っている場合には事業場単位又は企業単位で設置することとし、協定において、設置の単位を明記すること（昭和52年1月7日基発4号）。
        - 「貯蓄金管理勘定」とは、社内預金の受入れ、払戻しの状況について記録する貸方勘定の一つであって、これにより預金の受け払い状況を常時明らかにし、預金保全委員会の活動を実効あるものにするためのものである。具体的には、貯蓄金として受け入れた額、払い戻した額を元帳に貯蓄金管理勘定口座を設け、これに記入する。なお、この勘定は、各四半期ごとに締め切るものとし、またあわせて、各四半期における貯蓄金の運用状況を明らかにすることを要する。「その他の適当な措置」とは、支払準備金制度をいうものであって、貯蓄金管理勘定の設置又は支払準備金制度のうち、いずれを採用しても差し支えないが、そのいずれを採用するかは、協定において明らかにしなければならない。また、預金保全委員会の設置に併せて貯蓄金管理勘定を設けるのみでは単に受払の状況を確認するにとどまるものであることから、実質的な保全機能を高めるためには、貯蓄金管理勘定と支払準備金制度の併用が望ましい（昭和52年1月7日基発4号）。
2. 前項の事項及びそれらの具体的取扱いについて、貯蓄金管理規程に定めること
3. 毎年3月31日以前1年間における預金の管理の状況を、4月30日までに、様式第24号により所轄労働基準監督署長に報告すること（預金管理状況報告、第104条の2、施行規則第57条）
  - 預金管理状況報告は、以下の要件をすべて満たしている場合には、本社の所轄労働基準監督署長へ一括して報告することができる（昭和52年1月7日基発4号）。
    - 貯蓄金に関する労使協定の内容が支社等においても同一であること
    - 預金元帳が本社において集中管理されていること
    - 保全措置が支社等の預金につき本社において一括して講じられていること
4. 年5厘以上の利率による利子をつけること
  - 年5厘以上の利率になるのであれば、日歩による利子でもよい（昭和63年3月14日基発150号）

通帳保管
通帳保管の場合は、共通措置に加え、貯蓄金管理規程に預金先の金融機関名、預金の種類、通帳の保管方法及び預金の出し入れの取次方法を定めなければならない（昭和63年3月14日基発150号）。

## 罰則
第15条第1項もしくは第3項に違反した者は、30万円以下の罰金に処せられる（第120条）。なお同条は、労働条件の明示をしなかったことや、帰郷旅費の負担をしなかったという使用者に対する罰則であり、明示した労働条件が実際の労働条件と相違することについての罰則は規定していない。
第16条、第17条、第18条1項に違反した者は、6ヶ月以下の懲役又は30万円以下の罰金に処せられる（第119条）。
第14条、第18条7項に違反した者は、30万円以下の罰金に処せられる（第120条）。なお第14条は使用者とも労働者とも規定していないが、同条の立法趣旨に鑑み、同条の罰則は使用者のみに適用がある（昭和22年12月15日基発502号、昭和23年4月5日基発535号）。第18条2項違反については労働基準法上の罰則は規定されていないが、単に協定の締結・届出を怠ったのみでは罰則の問題は生じない。なお同条の要件を満たさずこれに違反して預金の受け入れを行った場合は、出資法第2条違反となり、3年以下の懲役もしくは30万円以下の罰金に処し、又はこれらを併科することができるとされる（昭和23年6月16日基収1935号）。